# Джене Айко
Джене́ (или Джене́й) А́йко Эфуру Чиломбо (англ. Jhené Aiko Efuru Chilombo; род. 16 марта 1988) — американская певица и автор песен. Айко — бывшая артистка лейблов The Ultimate Group и Epic Records, тем не менее оба из них она покинула сама, чтобы продолжить своё образование. Она начинала свою карьеру как «двоюродная сестра Лил Физза», на самом деле не состоя с ним в родстве. Это был маркетинговый ход, предложенный Sony и Epic для продвижения Айко посредством R&B-группы B2K и привлечения аудитории; тем не менее, Айко утверждает, что она и Лил Физз росли вместе и были близки, как семья.
В марте 2011 года Айко вернулась к музыке, выпустив свой первый полноценный проект — микстейп, озаглавленный как .sailing soul(s).. 16 декабря 2011 года Айко подписала контракт с лейблом американского продюсера No I.D. Artium, дистрибуцией продукции которого занимается Def Jam Recordings. В 2013 году Айко появилась на сингле Биг Шона «Beware», в котором также принял участие Лил Уэйн: эта песня стала её первым хитом в Top 40 американского чарта Billboard Hot 100. В ноябре 2013 года она выпустила свой первый мини-альбом, который был назван Sail Out; в его поддержку были выпущены синглы «3:16AM», «Bed Peace» и «The Worst».

## Ранние годы
Джене Айко родилась и выросла в Лос-Анджелесе, дочь Кристины Ямамото и д-ра Карамо Чиломбо (урождённый Грег Барнс), педиатра. Её мать японского, испанского и доминиканского происхождения, отец — афроамериканского, якийского, чоктавского, черокского, навахского и немецко-еврейского. Она часто описывает свою этническую принадлежность как «японка, афроамериканка, коренная американка и т. д.», основываясь на процентном содержании, однако отождествляет себя сразу со всеми частями своего наследия. Айко также заявила, что у неё есть французские корни и сказало про свою родословную: «Я на четверть японка. Это единственное процентное содержание, которое я знаю точно, потому что мой дед был японцем. Тогда как всё остальное довольно смешано.» Её старшие сёстры Миёко и Джамила состояли в R&B-группе Gyrl и гастролировали с другой R&B-группой Immature, подписанной на MCA.

## Карьера

### 2014 – настоящее время:Souled Out
18 января 2014 года Айко появилась на Saturday Night Live с песней «From Time», исполненной вместе с ведущим гостем эпизода, Дрейком. В январе 2014 года в интервью журналу Vibe Айко сделала анонс своего дебютного студийного альбома Souled Out с предполагаемой датой выхода — в мае 2014-го. Однако альбом отложили. 16 марта 2014 года Джене представила песню под названием «My Afternoon Dream», одновременно с сопровождающим её видеоклипом, который срежиссировали Айко и Крисси.
23 июня 2014 года Джене Айко на своей официальной странице Instagram опубликовала обложку и сниппет первого сингла с Souled Out под названием «To Love & Die». Обложка сингла была описана как «космическая» Адель Плейтон из журнала Vibe. Релиз песни в iTunes Store состоялся на следующий день. 26 июня 2014 года канадский автор-исполнитель The Weeknd объявил, что он будет хедлайнером King of the Fall Tour — мини-тура по Америке в сентябре – октябре 2014 года; тур будет состоять из четырёх шоу, первый концерт в рамках которого прошёл 19 сентября 2014 в Нью-Йорке, в Barclays Center, а закончится тур 10 октября в Сан-Франциско, в Bill Graham Civic Auditorium. Айко, а также Скулбой Кью были утверждены в качестве поддержки в туре.
9 сентября 2014 года состоялся релиз Souled Out.

## Личная жизнь
Айко христианка, крестили её в 16 лет в Международной церкви четырёхстороннего Евангелия. В 19 лет Айко забеременела от американского R&B-певца О’Райана и родила дочку Намико 19 ноября 2008 года. До того, как она потеряла своего брата Мияги, скончавшегося от рака 19 июля 2012 года, Айко записала на свой ноутбук песню «For My Brother», которая предназначалась только для ушей её брата. Он умер вскоре после прослушивания записи.
27 августа 2013 года в Лос-Анджелесе Айко попала в автоаварию вместе со своей дочерью Намико, старшей сестрой Миёко и отцом своего ребёнка О’Райаном. Айко отделалась сломанным запястьем, отколовшимся зубом и несколькими швами на подбородке. Дочь же, однако, в аварии не пострадала.
В 2014—2017 годы Джене была замужем за музыкальным продюсером и инженером по звуку Дотом да Джениусом.
На данный момент встречается с рэпером Big Sean.

## Дискография
- 2011 — .sailing soul(s).[англ.] (2011)
- 2013 — Sail Out[англ.] (2013)
- 2014 — Souled Out[англ.]
- 2017 — Trip
- 2020 — Chilombo

## Концертные туры
На разогреве
- 2013–2014 — Would You like a Tour?[англ.]
- 2014 — King of the Fall Tour

## Награды и номинации

### BET Awards
| Год  | Номинируемая работа | Категория                       | Результат |
| ---- | ------------------- | ------------------------------- | --------- |
| 2014 | Она сама            | Лучшая артистка в стиле R&B/поп | Номинация |
| 2014 | «The Worst»         | Centric Award                   | Победа    |